# Fraillicourt

Fraillicourt este o comună în departamentul Ardennes din nordul Franței. În 1 ianuarie 2022 avea o populație de 171 de locuitori.